# Grupa azowa
Grupa azowa – dwuwartościowa grupa występująca w wielu związkach organicznych, składająca się z dwóch atomów azotu połączonych wiązaniem podwójnym (−N=N−). Grupa azowa występuje w związkach azowych.